# El mito del eterno retorno
El mito del eterno retorno. Arquetipos y repetición (en el original en francés, Le mythe de l’éternel retour. Archétypes et répétition)
es la principal obra del filósofo, historiador y novelista rumano Mircea Eliade escrita en 1949. Considerada como un clásico o una particular introducción a la filosofía de la historia, el autor reflexiona en esta obra sobre aspectos fundamentales de las sociedades arcaicas.
Así, Eliade se cuestiona sobre ciertos elementos que constituyen las concepciones del ser y de la realidad basándose en el comportamiento de las sociedades premodernas, como los mitos, rituales, lo sagrado y lo profano y, especialmente, la diferencia entre el hombre moderno y el hombre primitivo.

## Mitos, rituales y su propósito
Eliade explica cómo el hombre tradicional podía encontrar un valor en su propia vida, desde una perspectiva que consideraba que todos aquellos eventos ocurridos después del tiempo mítico de los comienzos no podía tener valor o realidad. En este sentido, si la esencia de lo sagrado solo se basa en su primera aparición, toda aparición posterior debe ser en realidad la primera aparición; por consiguiente, la imitación de un evento mítico es en efecto el propio evento mítico que está ocurriendo nuevamente.
El mito y el ritual son vehículos de un "eterno retorno" al tiempo de los orígenes. La vida del hombre tradicional está cargada de mitos y rituales que constantemente lo unen con el tiempo sagrado, lo que le da valor a su existencia. 

## Resumen de la obra

### Capítulo I: Arquetipos y repetición
Eliade estudia en este volumen el concepto de realidad en las sociedades indoeuropeas denominadas primitivas y arcaicas. El autor parte del principio que en estas sociedades un objeto o gesto no es real porque repita una acción efectuada in illo tempore (es decir, en una época mítica, original), sino que adquiere sentido porque el ritual, que se refiere a un arquetipo, se lo entrega por medio de una función o una fuerza sagrada. Solo aquello que es sagrado es real. Por consiguiente, todo aquello que no esté inmerso en el marco de un rito arquetípico no existe. Este mismo fenómeno aparece en la geografía y, particularmente, en la ubicación de los templos: estos también se deben relacionar con un lugar sagrado, con un modelo celeste que es anterior a ellos.
Toda la vida de un hombre no repite un acto primordial. Bajo el mismo principio, numerosos lugares no poseen un modelo celeste: están fuera del Cosmos y pertenecen entonces al Caos. En este sentido, no tienen una existencia real, pues el Caos precede a la Creación del Cosmos. Sin embargo, un lugar se puede volver sagrado cuando se "se realizan ritos que repiten simbólicamente el acto de la Creación" (p. 10). Esta ocurrió en un lugar donde se encuentran el cielo y la tierra: el Centro del mundo. Así, toda creación humana que se relaciona con la cosmogonía se vuelve por su parte un Centro, ya que repite la Creación. Según esta lógica, el hecho de que un templo se encuentre en el Centro no impide que los otros santuarios también se encuentren allí.
De la misma manera, un lugar se debe consagrar si se desea volverlo real. Se efectúa de esta forma un sacrificio cosmogónico. «Por la paradoja del rito, todo espacio consagrado coincide con el Centro del Mundo, así como el tiempo de un ritual cualquiera coincide con el tiempo mítico del “principio”» (p. 17). Así, el tiempo de un ritual se proyecta en el tiempo mítico.
Ciertas actividades han experimentado lo que Eliade denomina como "un largo proceso de desacralización". Por ejemplo, aquí se puede citar la danza, la guerra e incluso la ley. Estas en la actualidad han perdido su carácter sagrado, a pesar de que cada una tiene un prototipo mítico.
Un acto no adquiere un sentido hasta que repite un arquetipo. Este acto se vuelve sagrado, lo que lo vuelve real. Sin embargo, ¿qué ocurre con la realidad del hombre? Esta no es real hasta que él se adentra en esta esfera sagrada que es accesible gracias al rito. El resto de su vida realmente no tiene importancia. De este modo, si la época en la que vive está desprovista de sentido, aparece el problema de la Historia. 
No obstante, algunos mecanismos permiten sacralizar eventos, arrancándolos del tiempo profano. Existen ejemplos de personajes históricos, como Dieudonné de Gozon,  cuyas hazañas se han interpretado en medio de un mito. A pesar de ser esencialmente imaginarias, sus acciones quedaron registradas en la memoria colectiva e hicieron olvidar rápidamente al verdadero personaje.

### Capítulo II: la Regeneración del tiempo
Con respecto al paso del tiempo, el momento más significativo del año es claramente la celebración del Año Nuevo. Eliade señala que «en todas partes existe una concepción del fin y del comienzo de un período temporal, fundado en la observación de
los ritmos biocósmicos» (p. 35). En tanto período de transición, el paso al nuevo año recupera un modelo cosmogónico, aquel del paso del Caos al Cosmos: la creación. Todo aquello que ha ocurrido antes de esta nueva creación se destruye (ej. los pecados se anulan gracias a la expulsión de un chivo expiatorio). El autor da el ejemplo de la fiesta del akitu (Año Nuevo babilónico), donde el caos simbólicamente se recreaba para abolirlo de mejor forma con la repetición de la creación. Esta reconstitución permite que el hombre participe activamente en la cosmogonía, ya que -al igual que en otros ritos arquetípicos- él deja el tiempo profano y se transporta hasta el tiempo de la Creación. 
En las sociedades estudiadas en este capítulo, se encuentran ciertos motivos recurrentes relacionados con el paso del Caos al Cosmos. Por ejemplo, la creencia en el regreso de los muertos al mundo de los vivos, la extinción y la reanimación del fuego o las luchas rituales entre dos personajes que simbolizan el combate entre el dios y el dragón primordial.
Posteriormente, el autor aborda el estudio de la relación entre el hombre y la Historia. La mayoría de los eventos vividos fuera de los rituales se consideran como pecados de los que el hombre debe liberarse. La vida en el tiempo profano es dolorosa, ya que carece de sentido. Por ende, el hombre debe regenerarse en el tiempo mítico y para esto efectúa ritos. En la medida que estos ritos repiten la cosmogonía, cada nuevo rito es una nueva Creación. Algunos ejemplos de esto son la construcción de altares védicos o la toma de posesión de territorios por los escandinavos. Los ritos permiten al hombre abolir el tiempo e indican "una intención antihistórica".
Otro ejemplo del apego a la idea de las purificaciones periódicas es la importancia de los ciclos lunares que se asimilaban a la existencia humana. Al igual que la luna, la humanidad desaparecerá un día (mito de la combustión universal, ekpyrosis) y luego renacerá. En este momento, la humanidad volverá a sus orígenes. Por ende, «el pasado no es sino la prefiguración del futuro» (p. 56).

### Capítulo III: «Desdicha» e «Historia»
El hombre arcaico no puede soportar la Historia que, para él, no es más que una serie de eventos exteriores a la esfera sagrada. En sí, dichos eventos no deberían siquiera ser reales y, sin embargo, son una causa de sufrimiento. Este sufrimiento, dado que es inevitable, debe tener un sentido para ser soportable. Antes de seguir desarrollando este razonamiento, Eliade precisa que el sufrimiento del que él habla es un hecho histórico (sequía, incendio, esclavitud, injusticias sociales, etc.). Así, el sufrimiento «proviene de
la acción mágica de un enemigo, de una infracción a un tabú, del paso por una zona nefasta, de la cólera de un dios [...] de la voluntad o del enojo del Ser
Supremo» (p. 60).
En India, el concepto de karma demuestra que el sufrimiento es necesario y merecido. En el transcurso de sus numerosas vidas, el hombre contrae una deuda kármica. Para borrar las faltas cometidas en sus vidas pasadas, debe sufrir en su vida actual. El sufrimiento tiene entonces una causa y, por ende, un sentido.
Para los hebreos, las catástrofes cósmicas eran en realidad llamados al orden de Yahué. Dado que provenían del propio Dios, estos eventos tenían un cierto valor, un sentido, lo que contribuía a la valorización de la Historia.
Más adelante, el autor se cuestiona si la revelación monoteísta incluye o no obligatoriamente esta valorización. La revelación forma parte de la Historia y, por ende, no ocurrió en un tiempo mítico. El monoteísmo se diferencia incluso de las creencias arcaicas por la visión lineal del tiempo resultante (si solo hay una revelación, el tiempo no puede ser cíclico). Además, al illud tempus de los orígenes se suma un illud tempus por venir. «La regeneración periódica de la Creación es reemplazada por una
regeneración única que ocurrirá en un in illo tempore por venir» (p. 70). De esta forma, sin importar si el tiempo cíclico o lineal, se sabe que la Historia será abolida, lo que la vuelve más soportable.
La abolición de la historia ocurre después, según ciertas creencias, de la degradación del Cosmos o del hombre. Esta idea aparece, por ejemplo, en la tradición budista donde «la decadencia progresiva del hombre está señalada [...] por una disminución continua de la duración de la vida humana » (p. 73).
En el siglo I y II a. C., las sociedades griegas y romanas retoman una teoría de las culturas arcaicas o primitivas: la apocatástasis (mito de la conflagración universal). Así, después de que el mundo haya sido consumido por el fuego, los buenos (quienes saldrán indemnes) vivirán en la beatitud y la eternidad. Dicha concepción también existe en ciertas creencias iranias donde el agua y el fuego destruyen el mundo. En la tradición cristiana y hebrea, antes de esta salvación, el mundo debe pasar por un periodo de tinieblas, indicio que anuncia el fin del Cosmos. En su conjunto, la apocatástasis es una idea que tranquiliza al hombre, ya que es un tránsito necesario para la llegada de tiempos mejores.

### Capítulo IV: «El terror a la historia»
En este último capítulo, Eliade se propone «comparar al hombre “histórico” (moderno), que se sabe y se quiere creador de historia, con el hombre de las civilizaciones tradicionales que, como hemos visto, tenía frente a la historia una actitud negativa» (p. 88). Este último utilizaba diferentes medios para reducir la importancia de la historia; por ejemplo,  las celebraciones del Año Nuevo, donde el año que terminaba se abolía, o los rituales arquetípicos que remitían a una época fuera de la historia. Entonces, el autor intenta estudiar los mecanismos que le permiten "sobrevivir" y estudiar la presencia de estas dos teorías de la historia (una cíclica y la otra lineal) en las sociedades modernas.
Las concepciones arcaicas de la historia (teoría de los arquetipos, visión cíclica, etc.) han persistido durante mucho tiempo en ciertas capas de la población. En el siglo XIII, por ejemplo, los cristianos consideraron a Gengis Khan como un nuevo David, rey unificador, destinado a realizar las profecías de Ezequiel. Estas creencias por cierto no habrían desaparecido completamente en nuestras sociedades modernas.
Las creencias tradicionales también han influenciado a los cristianos, a pesar de que para ellos el tiempo debía ser lineal y no cíclico. Dado que la muerte de Cristo para la anulación de los pecados del hombre solo ocurrió una vez, la vida de los hombres es por ende la justificación de este sacrificio, el camino hacia la redención es lo que da un sentido a la historia. Al margen de esta idea, otros pensadores e incluso ciertos padres de la Iglesia creían en la periodicidad de la historia del mundo.
Ambas visiones de la historia persisten hasta el siglo XVII cuando «el “linealismo” y la concepción progresista de la historia se afirman» (p. 91) y desde el siglo de las "luces". Sin embargo, a mediados del siglo XX, las concepciones cíclicas del tiempo reaparecen a través de la hipótesis de la creación de un nuevo Universo que reemplazará el nuestro después de su destrucción.
A principios del siglo XIX, las teorías de Hegel tienden a revalorizar la historia. La noción de "necesidad histórica" implica considerar los eventos por lo que son y no como frutos del azar. Son lo que son porque deben serlo, "son la voluntad del Espíritu Universal". Los profetas hebreos sostienen esta misma idea, ya que para ellos cualquier evento es una teofanía, lo que le entrega validez. Los filósofos historicistas tampoco ofrecen más escapatorias al problema del sufrimiento debido a los eventos históricos. 
Hasta hace poco, una parte relativamente grande de la población toleraba la historia porque tenía un sentido "metahistórico". Lo que sigue siendo el caso para las culturas denominadas tradicionales. Por ende, para Eliade, solo las élites están involucradas en este asunto. El autor cree en un regreso del hombre hacia las creencias arcaicas de repetición arquetípica y en un rechazo o un olvido de todo gesto espontáneo que no pertenezca a esta categoría y este objetivo de alejarse lo más posible de la "historia".
Finalmente, el autor diferencia al hombre moderno del hombre arcaico según el valor que cada uno otorga a los eventos históricos. En este punto se basa toda la oposición entre estos hombres. Después, Eliade los confronta y se pregunta qué críticas se les podrían hacer. Por una parte, el hombre arcaico que rechaza "su historia" acepta otra que no es la suya, aquella de los héroes civilizadores y que pertenece a un tiempo mítico. También se puede criticar que el hombre arcaico vive en un mundo exento de toda creatividad humana, ya que solo repite arquetipos. Por otra parte, el hombre moderno que se cree creador de la historia ve cómo su poder sobre esta disminuye, ya sea porque esta se desarrolla por sí sola (como consecuencia de los actos pasados) o porque solo una pequeña cantidad de hombres la construye. Sin embargo, ambos han logrado combatir los sufrimientos de la historia: uno por el retorno a los tiempos míticos gracias a los ritos y el otro por la creencia en Dios.